# Falsidactus parabettoni
Falsidactus parabettoni là một loài bọ cánh cứng trong họ Cerambycidae.